# Jefferson Airplane (album)
Jefferson Airplane je studiové album skupiny Jefferson Airplane, vydané v roce 1989 u Epic Records. Skupina byla na krátkou dobu obnovena v sestavě, ve které nahrála svá klasická alba Surrealistic Pillow, After Bathing at Baxter's, Crown of Creation a Volunteers. Reunionu se nezúčastnil Spencer Dryden. Na album dosud nenavázlo žádné další studiové album.

## Seznam skladeb
| Pořadí | Název                                                          | Autor                   | Délka |
| ------ | -------------------------------------------------------------- | ----------------------- | ----- |
| 1.     | Planes (Experimental Aircraft)                                 | Kantner                 | 4:26  |
| 2.     | Freedom                                                        | Slick                   | 4:54  |
| 3.     | Solidarity (překlad: H. R. Hays)                               | Brecht, Balin, Cummings | 5:08  |
| 4.     | Madeleine Street                                               | Kantner, Balin          | 4:15  |
| 5.     | Ice Age                                                        | Kaukonen                | 4:16  |
| 6.     | Summer of Love                                                 | Balin                   | 4:15  |
| 7.     | The Wheel (For Nora and Nicaragua) (překlad: Margaret Randall) | Kantner, Castillo       | 6:08  |
| 8.     | Common Market Madrigal                                         | Slick                   | 2:46  |
| 9.     | True Love                                                      | Porcaro, Paich          | 3:43  |
| 10.    | Upfront Blues (instrumentální)                                 | Kaukonen                | 2:02  |
| 11.    | Now Is the Time                                                | Slick                   | 4:53  |
| 12.    | Too Many Years                                                 | Kaukonen                | 4:10  |
| 13.    | Panda                                                          | Slick                   | 3:37  |

## Sestava
Jefferson Airplane
- Grace Slick – zpěv, klávesy
- Paul Kantner – zpěv, kytara
- Marty Balin – zpěv
- Jack Casady – baskytara
- Jorma Kaukonen – zpěv, kytara

Další hudebníci
- Kenny Aronoff – bicí, perkuse
- David Paich – klávesy
- Michael Landau – kytara
- Nicky Hopkins – klávesy
- Flo & Eddie – doprovodný zpěv
- Charles Judge – klávesy
- Efrain Toro – perkuse
- Peter Kaukonen – kytara
- Mike Porcaro – baskytara
- Steve Porcaro – programování klávesy